# Burgstall Altheim (München)
Der Burgstall Altheim  ist eine abgegangene hochmittelalterliche Niederungsburg auf 518 m ü. NHN auf dem Areal im Bereich des Damenstifts St. Anna, vermutlich an der Stelle des Hochbunkers Hotterstraße von Altheim, einem Teil der Altstadt der Landeshauptstadt München in Bayern. 
Die Anlage ist nicht als Bodendenkmal im Bayernatlas verzeichnet. Von der Anlage ist nichts erhalten.